# Walgett
Walgett est une ville australienne située dans la zone d'administration locale du même nom, dont elle est le siège, en Nouvelle-Galles du Sud.

## Géographie
Walgett est située dans l'Orana, au nord de la Nouvelle-Galles du Sud, à 690 km au nord-ouest de Sydney. Il est établi à la confluence de la Barwon et de son affluent, la Namoi, et à la jonction de la Kamilaroi Highway avec la Castlereagh Highway.
La localité vit de la laine, de la culture des céréales et du coton.

## Démographie
| 2001  | 2006  | 2011  | 2016  | 2021  |
| ----- | ----- | ----- | ----- | ----- |
| 1 821 | 1 946 | 2 267 | 2 145 | 1 824 |